# Eilema undulata
Eilema undulata är en fjärilsart som beskrevs av Franciscus J.M. Heylaerts 1891. Eilema undulata ingår i släktet Eilema och familjen björnspinnare. Inga underarter finns listade i Catalogue of Life.